# Gaspard de Prony
Gaspard Clair François Marie Riche de Prony (Chamelet, 22 de julho de 1755 — Asnières-sur-Seine, 29 de julho de 1839) foi um matemático e engenheiro francês. É um dos 72 nomes na Torre Eiffel.
Estudou na École Nationale des Ponts et Chaussées, onde trabalhou como engenheiro. Em 1794 foi professor de matemática na École Polytechnique, retornando em 1798 para a École Nationale des Ponts et Chaussées.

## Educação e primeiros trabalhos
Ele foi o engenheiro-chefe da École Nationale des Ponts et Chaussées.

## As tabelas trigonométricas e logarítmicas do cadastro
Em 1791, de Prony embarcou na tarefa de produzir tabelas logarítmicas e trigonométricas para o Cadastro Francês. O esforço foi sancionado pela Assembleia Nacional Francesa, que, após a Revolução Francesa, quis uniformizar as múltiplas medidas e padrões usados em todo o país. Em particular, suas tabelas eram destinadas a levantamentos de terra precisos, como parte de um esforço maior de cadastro. As tabelas eram vastas, com valores calculados entre quatorze e vinte e nove casas decimais.
Inspirado por A Riqueza das Nações de Adam Smith, de Prony dividiram o trabalho em três níveis, de se gabar de que ele 'poderia fabricar logaritmos tão facilmente como uma fabrica pins'.:36
O primeiro nível consistia em cinco ou seis matemáticos de alto escalão com habilidades analíticas sofisticadas, incluindo Adrien-Marie Legendre e Lazare Carnot. Este grupo escolheu as fórmulas analíticas mais adequadas para avaliação por métodos numéricos e especificou o número de decimais e o intervalo numérico que as tabelas deveriam cobrir.
O segundo grupo de matemáticos menores, sete ou oito em número, combinou habilidades analíticas e computacionais, e este grupo calculou os valores centrais usando as fórmulas fornecidas e os conjuntos de diferenças iniciais. Eles também prepararam modelos para os computadores humanos e a primeira linha de cálculos trabalhados, bem como as instruções para que os computadores executassem a sequência até a conclusão.
O terceiro grupo consistia de sessenta a noventa computadores humanos. Estes não tinham mais do que um conhecimento rudimentar de aritmética e realizavam a parte mais trabalhosa e repetitiva do processo. Muitos eram cabeleireiros desempregados, porque, com a guilhotina da aristocracia, o ramo dos cabeleireiros, que cuidava dos elaborados penteados da elite, estava em recessão.:33–39
Devido à falta de financiamento da inflação após a Revolução Francesa, as tabelas nunca foram publicadas na íntegra. O primeiro trecho da tabela foi publicado um século depois.

### Cálculos iluministas
Segundo Prony, o projeto deveria deixar "nada a desejar com respeito à exatidão" e ser "o mais vasto ... monumento ao cálculo já executado ou mesmo concebido". As tabelas não foram usadas com o propósito original de trazer padrões consistentes de medição, pois todo o projeto de cadastro sofreu atrasos no estabelecimento de novas unidades de medição e também em cortes de orçamento. Em particular, essas tabelas, que foram projetadas para a divisão decimal de círculos e tempo, tornaram-se obsoletas depois que os franceses mudaram seu sistema de medição. Além disso, não havia uso prático para toda a extensão da precisão do cálculo de De Prony. Consequentemente, essas tabelas se tornaram mais artefatos e monumentos do Iluminismo do que objetos de uso prático.

### Influência no significado do cálculo
Na virada do século XIX, houve uma mudança no significado do cálculo. Os talentosos matemáticos e outros intelectuais que produziram ideias criativas e abstratas foram considerados separadamente daqueles que eram capazes de realizar cálculos tediosos e repetitivos. Antes do século XIX, o cálculo era considerado uma tarefa para os acadêmicos, enquanto depois, os cálculos eram associados a trabalhadores não qualificados. Isso foi acompanhado por uma mudança nos papéis de gênero, já que as mulheres, que eram geralmente sub-representadas em matemática na época, foram contratadas para realizar cálculos extensos para as tabelas, bem como outros projetos governamentais de computação até o final da Segunda Guerra Mundial. Essa mudança na interpretação do cálculo deveu-se em grande parte ao projeto de cálculo de de Prony durante a Revolução Francesa. Este projeto foi capaz de unir pessoas de muitas esferas da vida, bem como habilidades matemáticas (no sentido tradicional) e, portanto, mudou o significado do cálculo de inteligência para trabalho não qualificado.:190

### Cálculo de mecanização
Prony conseguiu que artesãos (trabalhadores que se destacavam em artes mecânicas que exigem inteligência) trabalhassem junto com matemáticos para realizar os cálculos. Prony observou algumas observações interessantes sobre essa nova dinâmica. Em primeiro lugar, foi fascinante ver tantas pessoas diferentes trabalhando no mesmo problema. Em segundo lugar, ele percebeu que mesmo aqueles com menos habilidade intelectual eram capazes de realizar esses cálculos com surpreendentemente poucos erros. Prony via todo esse sistema como uma coleção de computadores humanos trabalhando juntos como um todo - uma máquina governada por princípios hierárquicos de divisão de trabalho. Na verdade, Prony pode ter começado a corrigir sua noção de inteligência, que passou a usar para avaliar o sistema como um todo, em vez de avaliar a inteligência de seus constituintes.:195,6

### Influência em Charles Babbage
Charles Babbage, que teve o crédito de ter inventado o primeiro computador mecânico, referiu-se em detalhes ao projeto de de Prony e foi tomado pela ideia de que o trabalho dos computadores não qualificados poderia ser assumido completamente por máquinas.

## Freio de Prony
Uma das importantes invenções científicas de de Prony foi o "freio" que ele inventou em 1821 para medir o desempenho de máquinas e motores.
Ele também foi o primeiro a propor o uso de um pêndulo reversível para medir a gravidade, que foi inventado independentemente em 1817 por Henry Kater e ficou conhecido como o pêndulo de Kater.

## Método de estimativa de Prony
Ele também criou um método de conversão de curvas senoidais e exponenciais em sistemas de equações lineares. A estimativa de prony é usada extensivamente no processamento de sinais e na modelagem de elementos finitos de materiais não lineares.

## Distinções
Prony era membro e, eventualmente, presidente da Academia Francesa de Ciências. Ele também foi eleito membro estrangeiro da Real Academia de Ciências da Suécia em 1810. Seu nome é um dos 72 nomes inscritos na Torre Eiffel. Uma rua, Rue de Prony, no 17º arrondissement de Paris, leva o seu nome.